# Ann Coulter
Ann Coulter Hart (/ˈkoʊltər/; n. 8 decembrie 1961, New York City, New York, SUA) este o comentatoare conservatoare, autoare, cronicar și avocată americană.
Aceasta a devenit cunoscută în mass-media spre finalul anilor 1990 după criticile aduse administrației Clinton⁠(d). A câștigat experiență lucrând alături de avocații Paulei Jones⁠(d) și redactând articole despre caz, activitate care a motivat-o să scrie o lucrare despre procedura de destituire din funcție a președintelui Clinton⁠(d).
Rubrica lui Coulter redactată pentru Universal Press Syndicate⁠(d) apare în ziare și pe diverse site-uri conservatoare. Coulter a scris 13 cărți.

## Biografie
Ann Hart Coulter s-a născut pe 8 decembrie 1961 în New York City, fiica lui John Vincent Coulter (1926–2008), un agent FBI dintr-o familie catolică de origine irlandeză⁠(d) și germană⁠(d) din Albany și a lui Nell Husbands Coulter (născută Martin; 1928–2009), de loc din Paducah, Kentucky⁠(d).
Strămoșii mamei sale au fost un grup de coloniști⁠(d) puritani din Colonia Plymouth, America Britanică⁠(d), care au sosit pe vasul Griffin⁠(d) alături de liderul Thomas Hooker⁠(d) în 1633, iar familia tatălui ei proveneau din imigranți catolici irlandezi și germani care au sosit în America în secolul al XIX-lea. Strămoșii irlandezi ai tatălui ei au emigrat în timpul foametei. Tatăl lui Coulter a urmat o facultate în baza legii G.I. Bill⁠(d), iar mai târziu l-a admirat pe Joseph McCarthy.
Are doi frați mai mari: James, contabil, și John, avocat. Familia sa s-a mutat ulterior în New Canaan, Connecticut⁠(d). Coulter a absolvit liceul New Canaan⁠(d) în 1980.
În timpul studiilor la Universitatea Cornell⁠(d), Coulter a contribuit la înființarea The Cornell Review⁠(d) și a fost membră a fraternității Delta Gamma⁠(d). A absolvit cum laude în 1984 cu o diplomă⁠(d) în istorie și a primit un Juris Doctor⁠(d) de la University of Michigan Law School⁠(d) în 1988, unde activa ca editor al Michigan Law Review⁠(d). La Michigan, Coulter a fost președintă a filialei locale a organizației Federalist Society⁠(d) și a fost instruită în cadrul National Journalism Center⁠(d).